# Biztonságtechnika
A biztonságtechnika interdiszciplináris tudomány, mely a tulajdon és személy védelmével foglalkozik. A biztonság valamely személyek, szervezetek rendeltetésszerű működésüket veszélyeztető szándékos, jogellenes magatartások és az ezekkel szembeállított védelmi erőforrások összessége.
A komplex vagyonvédelem a mechanikai védelmen alapszik, melyet az élőerős őrzés-védelem egészít ki,  akiknek a dolgát az elektronikus jelzőrendszer segíti. A védelem megtervezésekor a tulajdonos és a tervező törekszik az optimális védelmi szint elérésére, melynek alkalmazási szintje illeszkedik a védendő értékhez. A védelmet sohasem lehet 100%-an megvalósítani, a fennmaradó maradék kockázatot biztosítással lehet mérsékelni.

## A mechanikai védelem területei
- Kültéri vagyonvédelmi megoldások (árkok, töltések, kerítések, kapuk, sorompók stb.)
- Építmények szerkezet és behatolási pontjai (héjszerkezeti elemek, falak, födémek, padozatok, rácsok, redőnyök, nyílászárók, ajtók, ablakok, zárszerkezetek, zárak, lakatok, veretek, vasalatok stb.)
- Értéktároló eszközök (tűzálló szekrények, páncélszekrények, páncéltermek, széfek stb.)
- Személyek mechanikai védelme (lövedékálló mellények, testpáncélok stb.)

## Élőerős őrzés-védelem területei
- Pontőrzés
- Területőrzés
- Kombinált őrzés
- Járőrözés
- Személyvédelem
- Sportesemények és rendezvények biztosítása

## Az elektronikus védelem területei
- Tűzjelzés és oltástechnika
- Betörésjelzés
- Ipari videó rendszerek (korábban CCTV rendszerek)
- Személy- és csomagvizsgáló berendezések
- Áruvédelmi berendezések
- Helymeghatározó rendszerek
- Távfelügyeleti, átviteli rendszerek.
- Beléptető és munkaidő nyilvántartó rendszerek
- Kaputelefon rendszerek

## A biztonságtechnikában elsődlegesen figyelembe veendő szabályzók
- 54/2014. BM rendelet.  Országos tűzvédelmi szabályzat (OTSZ)
- 9/2008. (II. 22.) ÖTM rendelet. Országos tűzvédelmi szabályzat (OTSZ)
- 2/2002 (I.23) BM rendelet a tűzvédelem és a polgári védelem műszaki követelményeinek megállapításáról
- 2005. évi CXXXIII. törvény a személy- és vagyonvédelmi, valamint a magánnyomozói tevékenység szabályairól
- 22/2006. (IV. 25.) BM rendelet a személy- és vagyonvédelmi, valamint a magánnyomozói tevékenység szabályairól szóló 2005. évi CXXXIII. törvény végrehajtásáról

## Biztonságtechnikai szervezetek
- OKF: Országos Katasztrófavédelmi Főigazgatóság. Hatósági szerepkör: tűzvédelmi engedélyek, tűzvédelmi ellenőrzések és szabályzások
- MABISZ: szabályozás, amely csak ajánlást tartalmaz a védelmi rendszerekkel kapcsolatban, hogy megszabja a biztosítások megkötéséhez a követelményeket.
- SzVMSzK: Személy-, Vagyonvédelmi és Magánnyomozói Szakmai Kamara
- Magyar Mérnök Kamara Elektrotechnikai és Épületvillamossági Tagozat Vagyonvédelmi Szakosztálya.

## Biztonságtechnikai konferenciák
- SecuriForum Biztonságtechnikai és Tűzvédelmi Kiállítás & Konferencia, 2016. szept. 15-16.; 2017. okt. 5-6.
- VI. Személy- Vagyonvédelmi és Biztonságtechnikai Bemutatónapok Győrben, 2017. október 27-28.